# Consuelo Yznaga
Doña María Francisca de la Consolación "Consuelo" Yznaga, duchessa di Manchester (New York, 1853 – Londra, 20 novembre 1909), è stata una filantropa statunitense.

## Biografia
Consuelo era la seconda di quattro figli del diplomatico Antonio Modesto Yznaga del Valle, e di sua moglie, Ellen Maria Clement. Suo padre proveniva da un'antica famiglia cubana che possedeva una grande piantagione (Torre Iznaga)  e zuccherifici nelle vicinanze di Trinidad, Cuba ed era imparentato con diverse famiglie aristocratiche spagnole.
È cresciuta a Ravenswood Plantation a Concordia Parish, in Louisiana, che ha ereditato alla morte dei suoi genitori. I suoi genitori acquisirono proprietà a New York e a Newport, pur mantenendo le piantagioni a Cuba e in Louisiana.
Sua sorella, María de la Natividad "Natica" Yznaga, sposò Sir John Lister-Kaye mentre suo fratello, Fernando Yznaga, sposò Mary Virginia "Jennie" Smith, sorella di Alva Smith Vanderbilt Belmont, la migliore amica d'infanzia di Consuelo. La figlia di Alva, Consuelo Vanderbilt, era la sua figlioccia.
Durante la sua adolescenza, divenne nota sulla scena sociale di New York come parte del gruppo chiamato Buccaneers. Questo termine s'ispira al romanzo incompiuto di Edith Wharton, Bucanieri, che aveva come soggetto principale proprio delle giovani ereditiere statunitensi, inviate dalle loro facoltose famiglie a Londra, alla ricerca di un matrimonio con un nobile inglese. I matrimoni contratti con la nobiltà britannica avevano lo scopo di aumentare il prestigio sociale della famiglia americana. Queste giovani donne erano anche chiamate Dollar princesses.

## Matrimonio
Nell'autunno del 1875 incontrò George Montagu, visconte Mandeville (1853–1892), nella casa di campagna di suo padre a Morristown, nel New Jersey. La coppia si sposò il 22 maggio 1876, a Grace Church, Manhattan. La sua dote era di $ 6 milioni (nella tariffa del 2018). Dopo il loro matrimonio, si stabilirono nella tenuta del Duca di Manchester centrata sul castello di Tandragee nella contea di Armagh.
La coppia ebbe tre figli:
- William Montagu, IX duca di Manchester (3 marzo 1877-9 febbraio 1947);
- Lady Jaqueline Mary Alva Montagu (27 novembre 1879-15 marzo 1895)[16];
- Lady Alice Eleanor Louise Montagu (27 novembre 1879-10 gennaio 1900)[17].

La sua fortuna fu presto persa dalle abitudini del marito in meno di dieci anni. Il visconte Mandeville spese così tanti soldi per il gioco d'azzardo e le sue amanti che suo padre, il duca, bandì la coppia nel castello di famiglia in Irlanda fino al 1883.
Durante il suo matrimonio si impegnò in organizzazioni di beneficenza. La povertà era una causa che la preoccupava, ed era anche interessata all'istruzione e alla salute. Nel 1890 suo marito successe al padre come duca di Manchester. La Duchessa era una celebre figura della società, appartenente alla cerchia intima di Edoardo VII. Poco prima della sua morte, ospitò il re Edoardo e lo zar Nicola II, mentre lo zar era in visita in Inghilterra.
Alla morte di suo fratello nel 1901, le lasciò $ 2 milioni ($ 60 milioni nel 2018).

## Morte
La duchessa morì di neurite a Westminster il 20 novembre 1909. Al suo capezzale c'erano le sue sorelle, Lady Lister-Kaye ed Emily Yznaga. La sua proprietà, del valore di $ 2.493.131 (un valore approssimativo di $ 69 milioni nelle 2017), è stata lasciata ai suoi vari membri della sua famiglia.
Alla sua morte, la duchessa lasciò in eredità un braccialetto di rubini e diamanti alla sua amica, la regina Alessandra. La Manchester Tiara, creata per la Duchessa da Cartier nel 1903, è ora nella collezione del Victoria and Albert Museum di Londra. Nel 2007 la Manchester Tiara è stata accettata dal governo britannico al posto della tassa di successione in seguito alla morte di Angus Montagu, XII duca di Manchester. La sua collana di diamanti e smeraldi, originariamente lasciata in eredità a suo nipote, il visconte Mandeville, è stata messa all'asta da Sotheby's nel 2015.